# Rafael Puente Jr.
Rafael Puente Del Río, noto comunemente come Rafael Puente Jr. (Città del Messico, 3 gennaio 1979), è un allenatore di calcio ed ex calciatore messicano, di ruolo attaccante.

## Carriera
Figlio di Rafael Puente, ex portiere della nazionale messicana, ha avuto un breve trascorso da calciatore con le maglie di Atlante e Necaxa ritirandosi all'età di 25 anni.
Nel 2016 ha intrapreso la carriera di allenatore ottenendo il suo primo incarico il 5 ottobre 2016, quando ha firmato con il Lobos BUAP militante nella seconda serie messicana. Dopo aver ottenuto la promozione in Liga MX ha rinnovato il contratto per un'ulteriore stagione, salvo venire esonerato alla nona giornata dopo aver collezionato solo 13 punti. L'11 maggio 2018 è stato ingaggiato dal Querétaro, ruolo che ha ricoperto fino al 17 febbraio 2019, quando è stato esonerato a causa della sconfitta per 3-1 contro il Lobos BUAP. Il 30 gennaio 2020 è stato annunciato come nuovo tecnico dell'Atlas.

## Palmarès

### Allenatore
- Campionato messicano di seconda divisione: 1

Lobos BUAP: 2017 (C)
- Campeón de Ascenso

Lobos BUAP: 2016-2017